# Paris-Brest

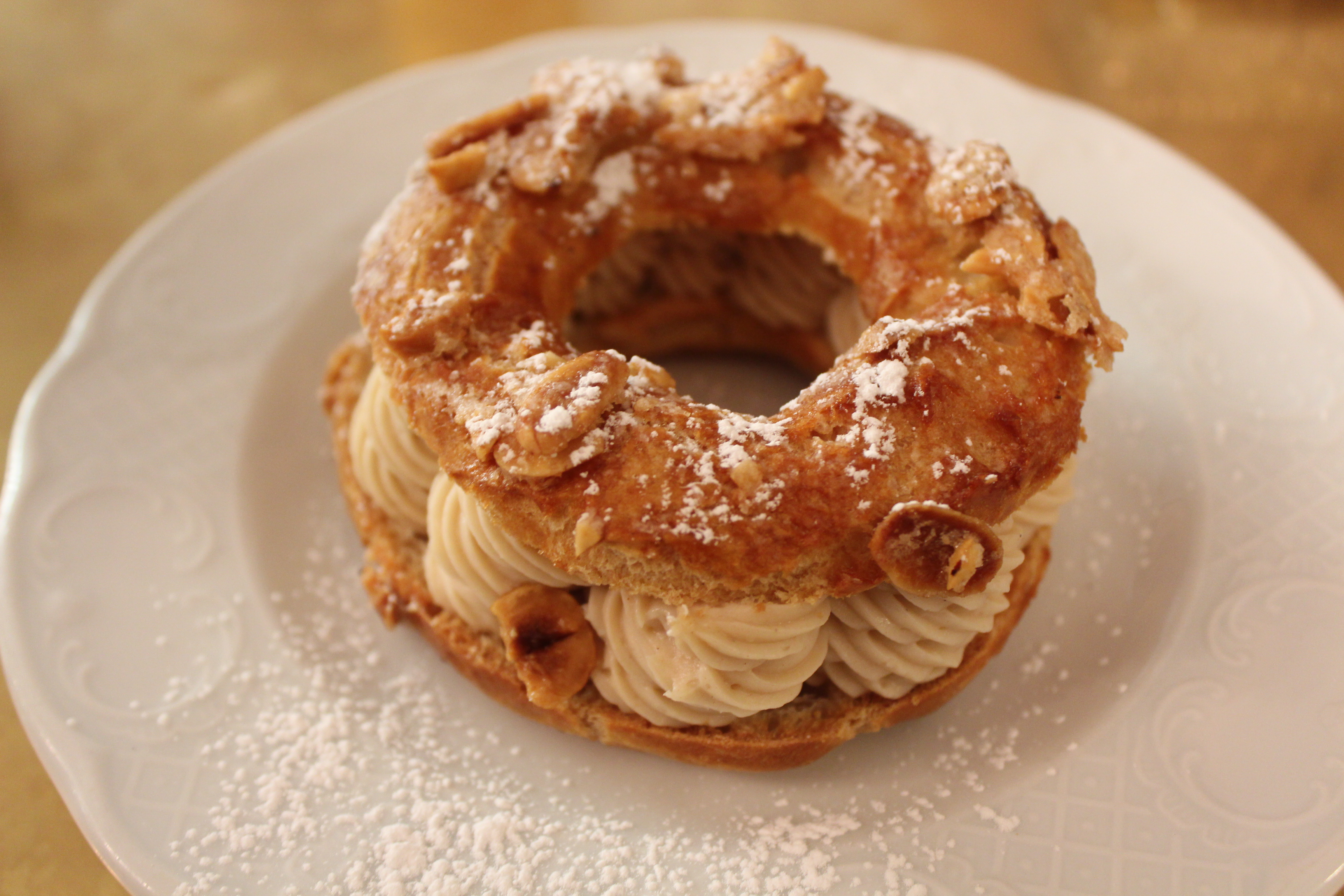
Paris-Brest

Il Paris-Brest è un dessert della cucina francese, composto da un impasto di pasta choux ripieno con un impasto di crema al burro e decorato con scaglie di mandorle.
Questo dolce è stato creato da un pasticciere di Maisons-Laffitte, Louis Durand, nel 1891 per commemorare la corsa ciclistica Parigi-Brest-Parigi. La sua forma circolare infatti rappresenta una ruota. Divenne popolare fra i ciclisti della corsa Paris-Brest, in parte per via del suo largo apporto energetico, e in seguito si diffuse nelle pasticcerie di tutta la Francia.